# North Fort Lewis
North Fort Lewis az Amerikai Egyesült Államok északnyugati részén, Washington állam Pierce megyéjében, a Fort Lewis támaszpont területén elhelyezkedő statisztikai település. A 2010. évi népszámlálási adatok alapján 2699 lakosa van.